# Friedrich Wilhelm Seibert
Friedrich Wilhelm Seibert (* 20. Februar 1871 in Gemünden (Landkreis Waldeck-Frankenberg); † 24. April 1944 in Kassel) war ein deutscher Lehrer und Abgeordneter des Provinziallandtages der preußischen Provinz Hessen-Nassau.

## Leben
Friedrich Wilhelm Seibert war der Sohn des Müllers Wilhelm Seibert und dessen Ehefrau Katharina Maria Bucsesin. Als Rektor in Niederzwehren und später in Kassel tätig, engagierte er sich politisch und trat der SPD (MSPD) und später der Deutschen Demokratischen Partei bei. 1919 erhielt er ein Mandat für den Kurhessischen Kommunallandtag des Regierungsbezirks Kassel, aus dessen Mitte er zum Abgeordneten des Provinziallandtages der Provinz Hessen-Nassau bestimmt wurde. Seibert legte seine Mandate aus gesundheitlichen Gründen nieder. Seine Nachfolgerin war Johanna Vogt (1862–1944, Frauenrechtlerin).